# رمزنگاری (کتاب)
رمزنگاری: چگونه شورشیان قانون، حریم خصوصی در عصر دیجیتال را پایمال کردند کتابی دربارهٔ رمزنگاری است که توسط استیون لوی نوشته شده و در سال ۲۰۰۱ منتشر شد. لوی جزئیات پیدایش رمزنگاری کلید عمومی، امضاهای دیجیتال و مبارزه بین آژانس امنیت ملی (NSA) و " سایفرپانک‌ها " را شرح می‌دهد. این کتاب جزئیات ایجاد استاندارد رمزگذاری داده (DES)، آراس‌ای و تراشه کلیپر را بیان می‌کند.